# Excision (musicien)
Pour les articles homonymes, voir Excision (homonymie).
Excision est le nom de scène de Jeff Abel, un DJ, compositeur et producteur de dubstep canadien. 

## Biographie

### Début et premier album (2004 - 2011)
L’intérêt de Jeff Abel pour le dubstep se fait sentir instantanément lorsqu'il a écouté le genre pour la première fois, c’était pour lui un mélange entre l’atmosphère calme du hip hop et les riffs du metal[réf. nécessaire]. 
Il se fait rapidement des amis producteurs canadiens : Datsik et Downlink (ils habitaient à côté, dans la ville de Kelowna) avec qui il collabore très souvent et qui l’ont aidé dans ses productions[réf. nécessaire].
En 2011, Jeff Abel sort son premier album studio X Rated sur le label de deadmau5 mau5trap. La sortie de l’album est accompagnée par la tournée nord américaine « X Tour » avec Liquid Stranger et Lucky Date notamment au début de l’année 2012.

### Destroid (2012 - 2015)
Après plusieurs collaborations avec le groupe de nu-metal Korn, Excision forme un groupe avec Downlink : Destroid, un groupe de bass music créé pour réaliser des performances live (avec des instruments électroniques). Il participe à la composition des morceaux avec ce dernier. Peu de temps après, KJ Sawka (le batteur du groupe Pendulum) est ajouté au groupe. Le groupe se compose alors ainsi :  Excision qui joue de la keytar, Dowlink à la keytar également et KJ Sawka à la batterie électronique. Leur premier morceau, Raise Your Fist, sort le 30 novembre 2012 et atteint la deuxième place au Beatport Dubstep Chart. Le 31 mai 2013 ils réalisent leur premier live show à San Francisco. La même année, il sort sur son label Destroid Music le premier album du groupe : The Invasion. Les morceaux du groupe se caractérisent  par une atmosphère violente et apocalyptique. Ils portent aussi des costumes de robots futuristes pour accentuer le tout.
Abel sort en 2015 son second album studio Codename X sur son label principal Rottun Recordings, et débuta en troisième position au Billboard Dance/Electronic Album Chart.

### The Paradox Tour (2016)
L’année 2016 marque le début d’une nouvelle tournée pour le producteur canadien : « The Paradox » avec l’aide des artistes Bear Grillz et Figure dans la plupart des dates. Excision a la particularité de faire ses propres visuels et son propre système d'éclairage. Ses shows sont donc accompagnés de visuels et d'éclairages personnalisés, ainsi qu'un sound system d'une puissance de 150 000 watts, donnant ainsi une expérience audiovisuel unique au spectateur, ce qui le démarque fortement des autres shows dubstep et le fait gagner encore plus en notoriété.
Le 25 octobre 2016, Abel sort son troisième album, Virus sur Rottun Recodings. Parmi les seize morceaux de l’album on y retrouve le morceau phare de sa tournée nord-américaine et de son mix à Shambala : The Paradox, mais aussi quatre collaborations avec le DJ/compositeur Dion Timmer, son collaborateur le plus récurrent. On y retrouve aussi sa collaboration avec Space Laces : Trowin’ Elbows, un morceau conçu pour les pogos devenu culte.

### Lost Lands (2017)
En 2017, Excision annonce l’inauguration de son propre festival : le Lost Lands Festival, un festival de bass music ayant pour thème les dinosaures, la première édition a accueilli Rezz, Zeds Dead, Seven Lions, Destroid, Kill The Noise entre autres. L’événement qui prend place à Thornville dans l'Ohio dure trois jours et se passe en septembre. Après avoir fait des mixes très attendus au Shambala Festival tous les ans et jusqu'en 2016, c’est dans ce festival qu’il réalise son mix annuel, toujours très apprécié par sa communauté. Il a désormais son propre sound system avec des visuels et des éclairages encore plus travaillés et immersifs. Son festival est devenu le festival dubstep de référence, où les artistes dubstep les plus connus viennent mixer chaque année.

### Apex(depuis 2018)
Pour les articles homonymes, voir Apex.
Le 14 août 2018, Excision dévoile son quatrième album : Apex (« sommet », en français), l’album contient quatorze morceaux dont des collaborations avec Dion Timmer, Sullivan King, Illenium et Space Laces. Cet album représente pour lui la célébration de tout ce qu’il a accompli de sa carrière, il a notamment retracé l’ensemble de sa carrière musicale en regroupant plusieurs de ses anciennes musiques à travers un morceau de l’album: Vault.

## Style musical
Excision est un artiste qui a expérimenté beaucoup de styles en bass music : trap, drumstep, drum and bass… Mais il est surtout connu pour ses morceaux heavy dubstep, un sous-genre du dubstep caractérisé par la puissance des drops présents dans le morceau, avec des synthés agressifs et des percussions très fortes. Ce style se combine très bien avec son sound system en live qui rend le son encore plus puissant qu’il ne l’est en home studio. En dépit du côté « violent » de ses morceaux, il essaye de raconter à chaque fois une histoire à travers une composition. Il n’hésite pas à faire de très longues introductions pour donner une atmosphère épique au morceau (dans les morceaux Existence, X Rated et Raise Your First par exemple).
Abel tire ses influences des lignes de bass de la drum and bass, de l’énergie du métal (c’est un fan assidu de metal) et de l’atmosphère décontractée du hip hop, il collabore d’ailleurs souvent avec le rappeur Messinian.

## Discographie

### Albums
- 2011 : X Rated
- 2013 : Destroid : The Invasion
- 2015 : Codename X
- 2016 : Virus
- 2018 : Apex
- 2022 : Onyx

### Singles & EP's
| Année | Titre                       | Collaborateur                                                        |
| ----- | --------------------------- | -------------------------------------------------------------------- |
| 2007  | The Launch, EP Part 1       | Innasekt, Press, Selfsimilar                                         |
| 2008  | The Launch, EP Part 6       | RUF, Selfsimilar, Golfinger                                          |
| 2008  | Do It Now                   |                                                                      |
| 2008  | No Escape                   |                                                                      |
| 2008  | Dirt Nap                    |                                                                      |
| 2008  | Serious Business / Wasted   |                                                                      |
| 2009  | Marauder / Square One       |                                                                      |
| 2009  | System Check / Aftermath EP |                                                                      |
| 2009  | Boom / Calypso Boom EP      |                                                                      |
| 2009  | Yin Yang                    | DZ                                                                   |
| 2009  | Do It Now                   | Noiz                                                                 |
| 2009  | Obvious                     |                                                                      |
| 2009  | Swagg / Invaders            |                                                                      |
| 2009  | Hypothermic / Titanium      |                                                                      |
| 2009  | Know You                    |                                                                      |
| 2010  | Get The Point One           | Liquid Stranger                                                      |
| 2010  | Aliens                      |                                                                      |
| 2010  | Too Late                    |                                                                      |
| 2010  | Subsonic'                   |                                                                      |
| 2010  | Force                       |                                                                      |
| 2010  | Heavy Artillery / Reploid   | Downlink                                                             |
| 2010  | The X Pack                  |                                                                      |
| 2010  | Whalestep                   | Stickybuds                                                           |
| 2011  | Blue Steel                  |                                                                      |
| 2011  | Before The Sun              |                                                                      |
| 2011  | Crowd Control               |                                                                      |
| 2012  | Headbanga                   | Downlink                                                             |
| 2012  | Brutal                      |                                                                      |
| 2013  | Rock You                    | Downlink                                                             |
| 2015  | Road Kill                   | N9ne Tech, Krizz Kaliko                                              |
| 2015  | Go Low                      | Downlink, Mark The Beast                                             |
| 2015  | Bring The Madness           | Pegboard Nerds, Mayor Apeshit                                        |
| 2015  | Again & Again               | Dion Timmer, Matt Rose                                               |
| 2016  | Final Boss                  | Dion Timmer                                                          |
| 2017  | Take Me Higher              | Dion Timmer                                                          |
| 2019  | Evolution, EP               | Wooli, Trivecta, Seven Lions, Julianne Hope, Sam King, Dylan Mattews |
| 2020  | Your Fault                  | Slander, Elle Vee                                                    |
| 2021  | In My Minds                 | Illenium, Haliene                                                    |
| 2023  | F.Y.U.                      | Kai Wachi                                                            |

### Remixes
- 2010 : Noisia - Alpha Centauri (Excision & Datsik Remix)
- 2010 : Ivory - Hand Grenade (Excision & Datsik Remix)
- 2011 : Excision & Dowlink - Existence VIP
- 2012 : Excision & Datsik - A Milli Remix
- 2014 : Excision & Space Laces - Bounce VIP / Funk Hole VIP
- 2015 : Band Of Horses - The Funeral
- 2016 : Excision & The Frim - Earthquake Remix
- 2016 : Excision & Dion Timmer - My Boo Remix
- 2017 : Excision & Dion Timmer - Africa VIP

### DJ sets
- Excision Shambhala Mix 2008
- Excision Shambhala Mix 2009
- Excision Shambhala Mix 2010
- Excision Shambhala Dubstep Mix 2011
- Excision X Sessions, volume 1 (2012)
- Excision Shambhala Dubstep Mix 2012
- Excision Shambhala Mix 2013
- Excision Shambhala Mix 2014
- Excision Shambhala Mix 2015
- Excision Shambhala Mix 2016
- Excision - Lost Lands 2017 Mix
- Excision - Lost Lands 2018 Mix
- Excision - Lost Lands 2019 Mix
- Excision - Subsidia Mix 2020

### Collaboration
- The Path of Totality de Korn pour les titres My Wall, Illuminati et Tension.